# Mercado Municipal de Tipitapa
El Mercado Municipal de Tipitapa es el principal centro de abasto del municipio de Tipitapa, en el departamento de Managua, Nicaragua. Se ubica en el centro urbano del municipio y desempeña un papel fundamental en la economía local, al concentrar el comercio de productos agrícolas, textiles, artículos de uso doméstico y alimentos preparados.

## Historia
El mercado fue construido en la década de 1990 para centralizar el comercio informal que se desarrollaba alrededor del parque central y en las calles aledañas. Desde entonces ha sido expandido en varias ocasiones para responder al crecimiento demográfico y económico de Tipitapa 

## Infraestructura y productos
Actualmente el mercado cuenta con más de 700 tramos organizados por sectores: frutas, verduras, carnes, abarrotes, ropa, calzado, ferretería, artículos plásticos, papelería y gastronomía típica. También se ofrecen servicios de barbería, talleres, farmacias, y productos agrícolas provenientes de zonas rurales como Las Banderas, San Benito y Malacatoya.
El lugar dispone de servicios sanitarios, limpieza municipal, vigilancia, iluminación y áreas techadas para el resguardo de productos.

## Transporte y accesibilidad
El mercado está ubicado cerca de la carretera Panamericana Norte, lo que facilita su conexión con Managua, Masaya y Ciudad Darío. Es atendido por rutas de buses urbanos, interurbanos y mototaxis que circulan desde barrios como Bello Amanecer, San Jorge, Los Pinos, entre otros.

## Desafíos y proyectos
Uno de los principales desafíos del mercado ha sido el ordenamiento del comercio informal en sus alrededores y la expansión de su infraestructura. En 2023, la Alcaldía de Tipitapa lanzó un proyecto de mejora integral que incluye techado de nuevos pabellones, remodelación de pasillos internos, sistema de drenaje pluvial y ampliación del estacionamiento 